# Yvonne Elliman
Yvonne Elliman, née Yvonne Marianne Elliman le 29 décembre 1951 à Honolulu est une chanteuse et actrice américaine. Elle est reconnue pour son rôle de Marie Madeleine dans l'opéra rock signé Tim Rice et Andrew Lloyd Webber Jesus Christ Superstar en 1970, dans la comédie musicale qui en a été tirée sur Broadway en 1971 et finalement dans le film de Norman Jewison en 1973. Elle a aussi été choriste pour Eric Clapton de 1974 à 1977, tant sur disques qu'en tournées. Elle a eu un grand succès avec les chansons I Don't Know How to Love Him tirée de Jesus Christ Superstar, If I Can't Have You écrite et composée par les Bee Gees et Hello Stranger. Elle a aussi fait une apparition dans la série télé Hawaï 5-0  en 1978.

## Biographie

### Jeunesse et débuts
Yvonne naît et grandit à Mānoa, dans le voisinage immédiat de Honolulu, sa mère est de descendance japonaise, alors que l'origine de son père est irlandaise. Ses aptitudes pour la musique lui viennent à un très jeune âge, déjà à 4 ans elle joue du ukulele et elle prend des cours de piano à 7 ans. Puis alors qu'elle fréquente l'école Président Theodore Roosevelt High School, elle joue avec l'orchestre de la contrebasse et du violon, mais ce sera la guitare qui retiendra son intérêt. Elle en jouera d'ailleurs en formant un groupe folk avec des élèves de l'école nommé We Folk, ils ont ainsi remporté quelques prix lors de spectacles concours. Selon ses propres aveux, elle était souvent absente lors de sa dernière année au lycée, mais elle a toutefois pu avoir son diplôme grâce à l'intervention d'un de ses professeurs, un britannique de naissance, qui a pu convaincre ses pairs de la laisser finir ses études. Puis sous les conseils de ce même professeur, Yvonne se rend en Angleterre pour y développer et y poursuivre sa carrière musicale, elle se rend donc à Londres et s'y installe, elle a alors dix-sept ans.

### Jesus Christ superstar

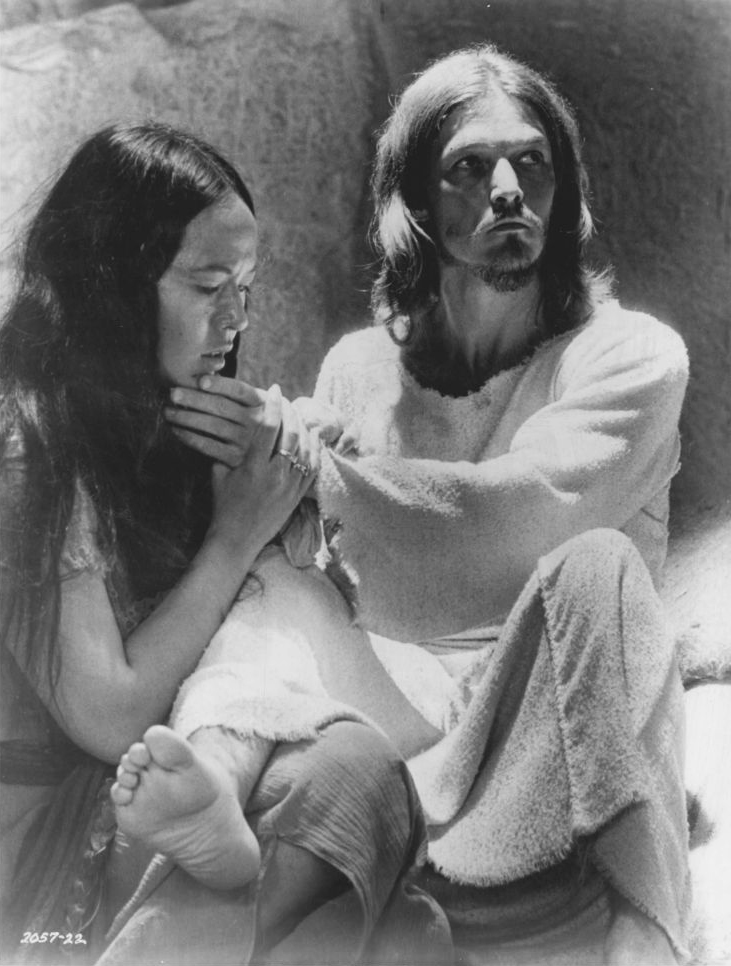
Yvonne Elliman dans le long métrage Jesus Christ Superstar

En 1969, elle se met à chanter dans les pubs sauf qu'elle n'aime pas ce qu'elle doit chanter alors, mais elle doit manger et elle consomme aussi de la drogue à cette époque. Jusqu'à ce que Tim Rice et Andrew Lloyd Webber ne la remarquent et lui propose le rôle de Marie-Madeleine dans leur opéra rock Jesus Christ Superstar ! Après la sortie de l'album original, avec Ian Gillan de Deep Purple dans le rôle de Jésus et Murray Head dans celui de Judas Iscariot, on lui propose de se joindre à la tournée qui s'ensuit et elle accepte aussitôt. La tournée aura duré 4 ans, à travers lesquelles elle aura un premier hit single avec la chanson I don't know how to love him tirée de l'œuvre de Rice et Webber. La chanson monte jusqu'en 28e place des charts américains, quoique la version de la chanteuse Helen Reddy aura plus de succès. En fin de compte, Yvonne Elliman aura chanté sur la version de l'album concept original - avec les voix de Gillan et Head - de 1970, avec la troupe sur Broadway de 1971 ainsi que dans le film et la bande sonore qui suivit en 1973 avec l'acteur Ted Neeley dans le rôle de Jésus. Elle et Barry Dennen qui interprétait Ponce Pilate, sont les deux seuls à avoir participé aux trois étapes de l'œuvre, du disque à la production sur Broadway et en film. Sa performance pour le rôle de Marie-Madeleine lui a valu un Trophée Golden Globe pour la meilleure actrice dans une comédie musicale en 1974. En 1971, elle déménage à New-York pour suivre la production sur Broadway de Jesus Christ Superstar et elle fait la connaissance de celui qui deviendra son premier mari, Bill Oakes, qui travaille avec Robert Stigwood, président des Disques RSO. En 1971, elle chante sur l'album de Jon Lord, Gemini Suite.

### Eric Clapton
Elle est ensuite approchée par Eric Clapton pour faire les chœurs sur sa version du succès de Bob Marley I shot the sheriff, ainsi que sur 2 autres chansons Get Ready qu'elle a coécrite avec Clapton et Please Be With Me sur l'album 461 Ocean Boulevard de 1974. Elle part en tournée avec Clapton et, aussitôt celle-ci terminée, elle signe son propre contrat d'enregistrement avec les Disques RSO. Yvonne restera avec Clapton comme membre à part entière de son groupe de 1974 à 1977, sur les albums 461 Ocean Boulevard, There's One in Every Crowd, E. C. Was Here, No reason to cry et Slowhand. Elle sort son troisième album, son premier avec le label RSO en 1975, Rising sun produit par Steve Cropper ne produira aucun hit single, mais le prochain, produit par Freddie Perren, contient ses deux succès Love Me écrit par Barry et Robin Gibb ainsi qu'une chanson de Barbara Lewis, Hello Stranger. Cette dernière sera 15e dans les charts américains pour la catégorie Adulte Contemporain, alors que Love Me montera en 14e place de ce même chart en 1976 et 1977.

### Saturday Night Fever - Hawaii 5-0
En 1977, les Bee Gees travaillent sur la bande sonore du film Saturday Night Fever, ils écrivent la chanson How deep is your love qu'ils aimeraient qu'elle chante, mais Robert Stigwood préfèrera qu'ils la chantent eux-mêmes. Elle interprétera à la place If I Can't Have You, qui aura un gros succès classée en première position du Billboard Hot 100, cette chanson sera considérée comme le point culminant dans sa carrière. Elle apparaît lors d'un épisode diffusé en deux parties dans le cadre de la série télévisée américaine Hawaï 5-0 . Intitulé Number One with a Bullet: Part 1 - Part 2, diffusés les 28 Décembre 1978 et 4 Janvier 1979, elle y tient le rôle de Yvonne Kanekoa, une star montante de la chanson. Quelques hits mineurs ont suivi en 1979, comme la chanson thème pour le film Moment by Moment ainsi qu'une autre chanson disco Love Pains qui eut beaucoup de succès dans le circuit des discothèques. Peu après, elle s'est retiré préférant se dédier à sa petite famille et à ses deux enfants. En 1980, toutefois, elle chante sur une pièce pour la bande sonore du film Roadie (avec Alice Cooper, Meat Loaf et Deborah Harry), Your Precious Love avec Stephen Bishop et en 1983, elle est sur les chansons Video Fever, Edge Of The World et History Lesson pour la bande sonore du film War Games.
Après une retraite considérable, elle est revenue sur le devant de la scène avec un mini-album entièrement écrit de sa plume en 2004, Simple Needs. Et récemment, elle est apparue auprès de Ted Neeley et Barry Dennen lors d'un événement spécial autour de Jesus Christ Superstar à Vérone en Italie.

### Vie privée
Yvonne Elliman a été mariée avec Bill Oakes, un cadre de RSO Records, de 1972 à 1980. Elle s'est ensuite remariée en 1981 avec le compositeur de chansons Wade Hyman, dont elle a eu deux enfants : Sage née en 1982 et Ben né en 1986. Ils se sont aussi séparés puis elle s'est à nouveau remariée avec Allan Alexander en janvier 2016.

## Discographie

### Albums studio
- 1972 : Yvonne Elliman (DECCA) - Avec J. Peter Robinson, Mark Warner, Bruce Rowland, David Spinozza, etc.
- 1973 : Food of Love (MCA) - Avec J. Peter Robinson, Caleb Quaye, John Gustafson, Peter Townshend, etc.
- 1975 : Rising Sun (RSO) - Avec Todd Rundgren, Steve Cropper, Carl Marsh, etc.
- 1977 : Love Me (RSO)
- 1978 : Night Flight (RSO)
- 1979 : Yvonne (RSO)
- 2004 : Simple Needs (EP)

### Compilations
- 1995 : The Very Best of Yvonne Elliman
- 1995 : The Best of Yvonne Elliman
- 1996 : Master Series
- 1997 : The Best of Yvonne Elliman Vol 2
- 1999 : If I Can't Have You
- 1999 : Yvonne Elliman
- 1999 : The Collection
- 2001 : 20th Century Masters - The Millennium Collection: The Best of Yvonne Elliman
- 2016 : Night Flight/Yvonne

### Eric Clapton
- 1974 : 461 Ocean Boulevard
- 1975 : There's One in Every Crowd
- 1975 : E. C. Was Here
- 1976 : No Reason to Cry
- 1977 : Slowhand
- 1984 : On Whistle Test
- 1996 : Crossroads 2: Live in the Seventies

### Jesus Christ Superstar
- 1970 : Jesus Christ Superstar A Rock Opera - Avec Ian Gillan & Murray Head
- 1971 : Jesus Christ Superstar – Original Broadway Cast  - Avec Jeff Fenholt
- 1973 : Jesus Christ Superstar (The Original Motion Picture Sound Track Album) - Avec Ted Neeley

### Participations
- 1971 : Gemini Suite de Jon Lord - Avec Roger Glover et Ian Paice
- 1977 : Let it Flow de Dave Mason - Chant sur Seasons
- 1977 : Saturday Night Fever - Yvonne chante sur If I can't have you.
- 1978 : Rings Around the Moon de Carillo
- 1978 : Sergeant Pepper's Lonely Hearts Club Band - Bande sonore du film. Elle chante pendant la finale du film.
- 1978 : Moment by moment - Yvonne sur la chanson thème Moment by Moment.
- 1980 : Roadie - Elle chante sur Your Precious Love avec Stephen Bishop.
- 1981 : Stand in the Light de Henry Kapono
- 1982 : No More Illusions de Jim Mandell
- 1982 : Here I Am de Norman Saleet
- 1983 : War Games - Elle est sur les chansons Video Fever, Edge Of The World et History Lesson.
- 2014 : Rock Opera de Ted Neeley - Elle chante sur Up Where We Belong

### Filmographie
- 1973 : Jesus Christ Superstar Film de Norman Jewison, avec Ted Neeley. Elle joue Marie-Madeleine.
- 1978 : Sergeant Pepper's Lonely Hearts Club Band de Michael Schultz, avec les Bee Gees et Peter Frampton. Elle n'apparait que comme figurante.
- 1978 - 79 : Hawaï police d'État Télésérie diffusé en deux parties. Yvonne Kanekoa

## Note
- (en) Cet article est partiellement ou en totalité issu de l’article de Wikipédia en anglais intitulé « Yvonne Elliman » (voir la liste des auteurs).

## Sources
- Site officiel : http://www.yvonneelliman.com/
- Yvonne Elliman Discographie : https://www.discogs.com/fr/artist/97320-Yvonne-Elliman
- Yvonne Elliman Simple Needs : https://www.discogs.com/Yvonne-Elliman-Simple-Needs/release/7928330
- Jesus Christ Superstar production britannique originale : https://www.discogs.com/Various-Andrew-Lloyd-Webber-Tim-Rice-Jesus-Christ-Superstar/release/3179793
- Jesus Christ Superstar (The Original Motion Picture Sound Track Album) : https://www.discogs.com/Various-Jesus-Christ-Superstar-The-Original-Motion-Picture-Sound-Track-Album/release/2135483
- Saturday Night Fever : https://www.discogs.com/Various-Saturday-Night-Fever-The-Original-Movie-Sound-Track/master/23443
- Hawaii 5-0 Part 1 : https://www.imdb.com/title/tt0598108/
- Hawaii 5-0 Part 2: https://www.imdb.com/title/tt0598109/?ref_=nm_flmg_act_2
- Moment by moment : https://www.discogs.com/fr/Various-Starring-Lily-Tomlin-John-Travolta-Moment-By-Moment-Original-Movie-Soundtrack/release/3689993
- Roadie : https://www.discogs.com/Various-Roadie-Original-Motion-Picture-Sound-Track/master/63483
- War Games : https://www.discogs.com/Arthur-B-Rubinstein-Wargames-Original-Motion-Picture-Soundtrack/release/1532177